# Lewin's Cove
Lewin's Cove es un pueblo canadiense situado en la provincia de Terranova y Labrador.

## Superficie
Lewin's Cove tiene una superficie de 6,33 km².

## Demografía
En 2021, tenía 546 habitantes, una densidad poblacional de 86,3 hab./km², y 261 viviendas.